# Sophie Boilley
Sophie Boilley (Valence, 18 dicembre 1989) è un'ex biatleta francese.

## Biografia
Sophie Boilley, residente ad Autrans e attiva dalla stagione 2006-2007, ha esordito in Coppa del Mondo il 18 dicembre 2008 a Hochfilzen in individuale (58ª); ai successivi Mondiali juniores di Canmore 2009 ha vinto la medaglia di bronzo nella sprint e a quelli di Torsby 2010 la medaglia d'oro nell'inseguimento e quella d'argento nella sprint. Ha ottenuto il primo podio in Coppa del Mondo il 5 febbraio 2011 a Presque Isle in staffetta mista (2ª) e ai successivi Mondiali di Chanty-Mansijsk 2011, suo esordio iridato, ha conquistato la medaglia d'argento nella staffetta e si è classificata 49ª nell'individuale, 33ª nella sprint e 38ª nell'inseguimento; nella successiva stagione 2011-2012 ha ottenuto le sue due vittorie in Coppa del Mondo, il 21 gennaio ad Anterselva in staffetta e il 10 febbraio a Kontiolahti in staffetta mista, e ai Mondiali di Ruhpolding 2012 ha nuovamente vinto la medaglia d'argento nella staffetta e si è piazzata 27ª nell'individuale, 40ª nella sprint e 45ª nell'inseguimento.
Ai Mondiali di Nové Město na Moravě 2013, sua ultima partecipazione iridata, è stata 45ª nell'individuale, 16ª nella sprint, 28ª nell'inseguimento e 6ª nella staffetta; in Coppa del Mondo ha ottenuto l'ultimo podio il 7 dicembre 2013 a Hochfilzen in staffetta (3ª) e ha preso per l'ultima volta il via il 21 dicembre 2014 a Pokljuka in partenza in linea (25ª). Si è ritirata durante quella stessa stagione 2014-2015 e la sua ultima gara in carriera è stata l'inseguimento di IBU Cup disputato il 17 gennaio in Val Ridanna, chiuso dalla Boilley al 23º posto; non ha preso a rassegne olimpiche.

## Palmarès

### Mondiali
- 2 medaglie:
  - 2 argenti (staffetta[1] a Chanty-Mansijsk 2011; staffetta[1] a Ruhpolding 2012)

### Mondiali juniores
- 3 medaglie:
  - 1 oro (inseguimento a Torsby 2010)
  - 1 argento (sprint a Torsby 2010)
  - 1 bronzo (sprint a Canmore 2009)

### Coppa del Mondo
- Miglior piazzamento in classifica generale: 34ª nel 2012 e nel 2013
- 9 podi (tutti a squadre), oltre a quelli conquistati in sede iridata e validi anche ai fini della Coppa del Mondo:
  - 2 vittorie
  - 3 secondi posti
  - 4 terzi posti

#### Coppa del Mondo - vittorie
| Data             | Località    | Nazione   | Specialità                                                   |
| ---------------- | ----------- | --------- | ------------------------------------------------------------ |
| 21 gennaio 2012  | Anterselva  | Italia    | RL (con Marie-Laure Brunet, Anaïs Bescond e Marie Dorin)     |
| 10 febbraio 2012 | Kontiolahti | Finlandia | MX (con Anaïs Bescond, Jean-Guillaume Béatrix e Vincent Jay) |

Legenda:

RL = staffetta

MX = staffetta mista